# 符爲霖
符為霖（1823年12月30日—1887年5月24日），字征岩，清朝政治人物，同治进士。江西永豐縣中村鄉嚴溪人。
号徽严，名芳春，一字良弼， 总行十六， 道光三年（1823年）癸未十二月三十日巳时生;
三十岁中举人，四十三岁中进士，钦点即用知县，签发湖南，历署龙山、黔阳、慈利等县事，补授常德府武陵县知县。
同治四年(1865)，癸酉科湖南乡试同考试官，遇覃恩由保举五品衔授例加级，诰赠三代通奉大夫，赐赠叔祖父母、伯父七十奉直大夫。

## 生平
戊子六岁入塾书即目成诵，
乙未年十三岁治经毕，访学宜黄师熊太学 书绅，
辛丑年十九岁受知成学侠取入县学弟子员，
壬寅年二十岁就永丰石马层山师郭内翰（郭仪霄），丁父忧，
乙巳年二十二岁孙学考取超等， 
丙午年二十三岁肆业， 恩江书院师徐孝廉 鼎黄，
丁未年二十四岁在籍攥辑家谱， 
戊申年二十五岁师郭内翰（郭仪霄）于增训书院两载，
庚戌年二十七岁肆业，豫章书院山长俞大史（俞其）屡加器许，
辛亥年二十九岁旅学使取食廪饩，
壬子年三十岁旅学使考取备贡优生，
咸丰六年（1856年）丙辰年三十四岁夏五月团七队丁壮而练之为防堵计， 六月击查逆于中村市歼其众三百余人,七月截伪国宗杨逆杨辅清于藤田缠岗歼之贼势大挫
咸丰七年（1857年）丁巳年三十五岁夏楚军王廉访王錱提师追剿伪俦天侯陈玉成抵藤田以七队练从杀贼钜万，
咸丰九年（1859年）己未年中本省乡试举人，中式第十三名。
咸丰十年（1860年）庚申年三十八岁馆于吉水之粹樾曾伯鹏等就学，
咸丰十一年（1861年）辛酉年三十九岁楚军杨制军(杨岳斌）刘中丞（刘典）率大师进剿福建取道中村督同事备供应以导其师，
同治元年（1862年）壬戌年四十岁偕同何茂才(何邦彦）吴明经（吴定九）兴七队义首建学院于三十三都， 刘绎撰书额曰：“义首书院志国初七队缘起之始”
同治三年（1863年）甲子年四十二岁符为霖在江西永丰建义首书院。浙贼复扰江西重振团练冠平以叠著劳绩保举遇缺即选知县用不就，
同治四年（1865年）四十三岁中式乙丑科崇绮榜三甲進士，中式第一百廿六名，以知县即用分发湖南，秋请假省亲回籍。
同治五年（1866年）丙寅年四十四岁夏由籍赴湖南。
同治六年（1867年）二月，署任湖南永順府龍山縣知縣。 兴建白严书院躬亲课士若师弟子然都人士以敬教劝学纪
同治六年（1868年）戊辰年四十六岁查办茶陵攸县事件迁道回籍省亲途中次接杨制军杨载福（杨岳斌）着尝加五品衔保举行知
同治九年（1870年），符为霖编《龙山县志》。
约1870年，符为霖任黔阳（今湖南沅陵）知县。同治九年（1870）庚午夏，黔陽久雨。縣城南北塌數十丈。黔陽縣（今湖南沅陵）知縣符為霖補修，因移礟台，以慰眾心。  
光绪十二年（1886）六十五岁道培聘主白鹭书院、宗经而书院讲席，夏四月以病回里，五月二十四卯时终于家

## 评价
为政期间，主张清吏治，革陋习，正民风，广为士民颂赞。每去任，民皆攀辕泣送。调充乡试会考试官，离任时，士民建祠祀奉，以示怀念。
归老在籍，仍不闲暇，兴资办学，教化乡中子弟。与本里何邦彦、吴定九在江西永丰石马创办义首书院，建“尚义”祠，义仓积谷，以备荒。
58－65岁八年间，先后受聘于白鹭书院、忘明书院、沙溪文儒书院、集贡书院、恩江书院、求志书院、吉水螺城书院、崇经书院等书院。

## 书法

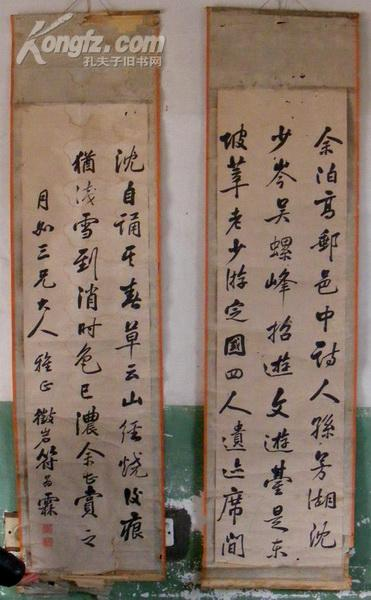
清代同治进士符为霖书法两堂全

## 著作
《龙山县志》、《耕耘奘古文》、《徵严文稿》等